# Địa chỉ MAC

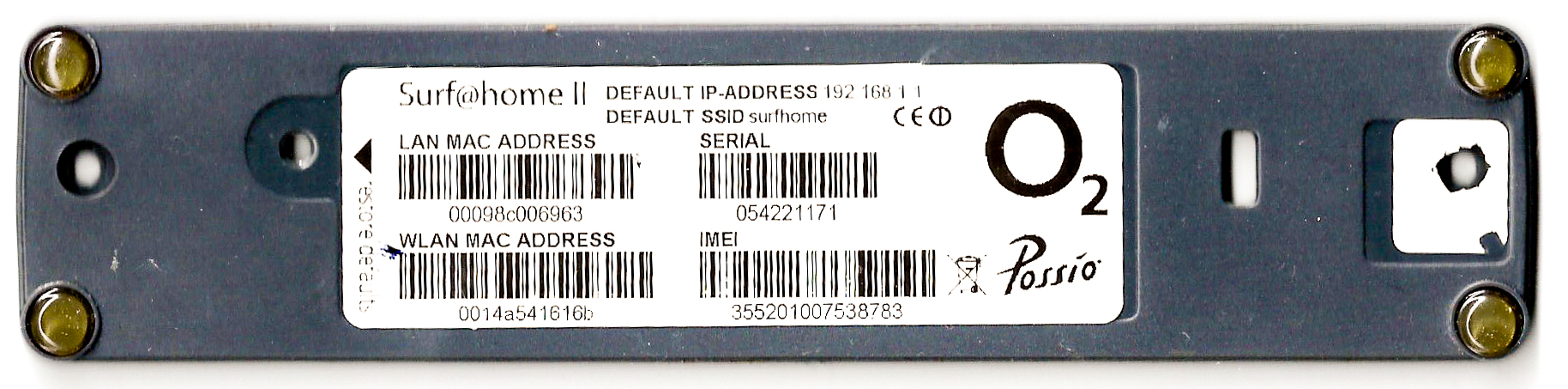
Nhãn dán trên 1 bộ định tuyến UMTS có địa chỉ MAC cho các mô đun LAN và WLAN

Địa chỉ MAC (media access control: kiểm soát truy cập phương tiện truyền thông) của máy tính là một định danh duy nhất (unique identifier) được gán cho một bộ điều khiển giao diện mạng cho truyền thông tại tầng liên kết dữ liệu của một phân đoạn mạng. Địa chỉ MAC được sử dụng làm địa chỉ mạng cho hầu hết các công nghệ mạng IEEE 802, bao gồm Ethernet và Wi-Fi. Về mặt logic, các địa chỉ MAC được sử dụng trong tầng con của media access control của mô hình tham chiếu OSI.
Địa chỉ MAC thường được chỉ định bởi nhà sản xuất bộ điều khiển giao diện mạng (NIC) và được lưu trữ trong phần cứng, chẳng hạn như bộ nhớ chỉ đọc của card mạng hoặc một số cơ chế phần mềm khác. Nếu được chỉ định bởi nhà sản xuất, một địa chỉ MAC thường mã hoá số nhận dạng của nhà sản xuất đã đăng ký. Nó cũng có thể được biết đến như một địa chỉ phần cứng Ethernet (EHA), địa chỉ phần cứng hoặc địa chỉ vật lý (không nên nhầm lẫn với địa chỉ vật lý bộ nhớ). Điều này có thể tương phản với địa chỉ được lập trình, nơi thiết bị ban lệnh đến NIC sử dụng một địa chỉ nào đó.
Một nút mạng có thể có nhiều NIC và mỗi NIC phải có một địa chỉ MAC duy nhất. Các thiết bị mạng tinh vi như chuyển mạch multilayer hoặc router có thể đòi hỏi một hoặc nhiều địa chỉ MAC được gán vĩnh viễn.
Địa chỉ MAC được hình thành theo quy tắc của một trong ba không gian tên số do Viện Kỹ sư Điện và Điện tử (IEEE) quản lý: MAC-48, EUI-48 và EUI-64. IEEE tuyên bố nhãn hiệu với tên EUI-48  và EUI-64 , trong đó EUI là chữ viết tắt từ Extended Identity Identifier.